# Payra-sur-l'Hers
Payra-sur-l'Hers é uma comuna francesa na região administrativa de Occitânia, no departamento de Aude. Estende-se por uma área de 24,52 km². Em 2010 a comuna tinha 207 habitantes (densidade: 8,4 hab./km²).